# Заколотниці
Заколотниці — канадський постапокаліптичний науково-фантастичний фільм 2019 року; режисер Йованка Вучковіч.

## Про фільм
Одного року в паралельному світі від загадкової хвороби гинуть усі дорослі. У цьому новому часі дві банди протистоять одна одній в жорстокій війні за виживання.
Дія відбувається в містечку Поттерс-Блафф, де таємничий вірус убив усіх дорослих і залишив суспільство повністю в руках ворогуючих підліткових банд. 

## Знімались
| Актор             | Роль |
| ----------------- | ---- |
| Медісон Айсмен    |      |
| Карсон Маккормак  |      |
| Палома Квятковскі |      |
| Манро Чемберс     |      |
| Аттікус Мітчелл   |      |
| Дженні Рейвен     |      |